# تحقیق متنی
تحقیق متنی یکی از روش‌های تحقیق طراحی کاربر-محور بخشی از متدولوژی تحقیق متنی است. یک تحقیق متنی معمولاً تشکیل شده از یک مصاحبه یک به یک دو ساعته بوده که در آن محقق به مشاهده کاربر طی انجام فعالیت‌های عادی می‌پردازد و در مورد این فعالیت‌ها با کاربر به بحث می‌پردازد.

## شرح
تحقیق متنی چهار اصل را برای انجام این تحقیق تعریف می‌کند:
- زمینه - مصاحبه‌ها در محل کار واقعی کاربر انجام می‌شود.
- مشارکت - کاربر و محقق برای درک کاربر فعالیت انجام شده توسط کاربر با یکدیگر همکاری می‌کنند. در این مصاحبه به تناوب طی مشاهده کاربر هنگام انجام فعالیت، به بحث در مورد اینکه کاربر چه کاری انجام می‌دهد و چرا این کار را می‌کند بحث می‌کند.
- تفسیر - محقق در طول مصاحبه تفسیرها و بینش‌هایی را با کاربر به اشتراک می‌گذارد. بدین صورت کاربر ممکن است درک محقق را گسترش داده یا تصحیح کند.
- تمرکز - محقق مصاحبه را به سمت موضوعات مرتبط با حوزه مورد نظر تیم تحقیق هدایت می‌کند.